# Hippasa babai
Hippasa babai là một loài nhện trong họ Lycosidae.
Loài này thuộc chi Hippasa. Hippasa babai được Tanikawa miêu tả năm 2007.